# إليهو إموري جاكسون
إليهو إموري جاكسون هو سياسي أمريكي، ولد في 3 نوفمبر 1837 في مقاطعة ويكوميكو في الولايات المتحدة، وتوفي في 27 ديسمبر 1907 في بالتيمور في الولايات المتحدة. نشط حزبياً في الحزب الديمقراطي. وقد انتخب عضو مجلس النواب لولاية ماريلند ‏ وانتخب حاكم ماريلاند ‏ (11 يناير 1888 – 13 يناير 1892).